# تيم بيرن
تيم بيرن هو سياسي كندي، ولد في 1907 في كندا، وتوفي بنفس المكان في 1997.